# Нидерланды на летних Олимпийских играх 1992
Нидерланды были представлены на летних Олимпийских играх 1992 года 201 спортсменом (117 мужчин, 84 женщины), выступившими в состязаниях по 20 видам спорта. Нидерландская сборная завоевала 15 медалей (2 золотых, 6 серебряных и 7 бронзовых), что вывело её на 20 место в неофициальном командном зачёте.

## Медалисты
| Медаль  | Спортсмен                                                      | Вид спорта           | Дисциплина                             |
| ------- | -------------------------------------------------------------- | -------------------- | -------------------------------------- |
| Золото  | Эллен ван Ланген                                               | Лёгкая атлетика      | Женщины, 800 м                         |
| Золото  | Йос Лансинк Пит Раймакерс Ян Топс                              | Конный спорт         | Конкур, командное первенство           |
| Серебро | Орхан Делибаш                                                  | Бокс                 | Мужчины, до 71 кг                      |
| Серебро | Эрик Деккер                                                    | Велоспорт            | Мужчины, групповая гонка 194 км        |
| Серебро | Леон ван Бон                                                   | Велоспорт            | Мужчины, индивидуальная гонка по очкам |
| Серебро | Пит Раймакерс                                                  | Конный спорт         | Конкур, личное первенство              |
| Серебро | Тинеке Бартелс Эллен Бонтье Анке ван Грюнсвен Аннемари Сандерс | Конный спорт         | Выездка, командное первенство          |
| Серебро | Сборная                                                        | Волейбол             | Мужчины                                |
| Бронза  | Арнольд Вандерлиде                                             | Бокс                 | Мужчины, до 91 кг                      |
| Бронза  | Моникве Кнол                                                   | Велоспорт            | Женщины, групповая гонка 81 км         |
| Бронза  | Ингрид Харинга                                                 | Велоспорт            | Женщины, спринт                        |
| Бронза  | Тео Мейер                                                      | Дзюдо                | Мужчины, до 95 кг                      |
| Бронза  | Ирене де Кок                                                   | Дзюдо                | Женщины, до 72 кг                      |
| Бронза  | Дорин де Врис                                                  | Парусный спорт       | Женщины, парусная доска                |
| Бронза  | Нико Ринкс Хенк-Ян Зволле                                      | Академическая гребля | Мужчины, двойки парные                 |

## Результаты соревнований

### Академическая гребля
В следующий раунд из каждого заезда проходили несколько лучших экипажей (в зависимости от дисциплины). В финал A выходили 6 сильнейших экипажей, остальные разыгрывали места в утешительных финалах B-D.
Мужчины
| Соревнование | Спортсмены                     | Предварительный заезд | Предварительный заезд | Предварительный заезд | Отборочный заезд | Отборочный заезд | Отборочный заезд | Полуфинал     | Полуфинал     | Полуфинал     | Финал   | Финал   | Итоговое место |
| Соревнование | Спортсмены                     | Заезд                 | Время                 | Место                 | Заезд            | Время            | Место            | Заезд         | Время         | Место         | Время   | Место   | Итоговое место |
| ------------ | ------------------------------ | --------------------- | --------------------- | --------------------- | ---------------- | ---------------- | ---------------- | ------------- | ------------- | ------------- | ------- | ------- | -------------- |
| одиночки     | Франс Гёбель                   | 2                     | 7:17,75               | 6                     | 3                | 7:09,98          | 3                | Полуфинал C/D | Полуфинал C/D | Полуфинал C/D | Финал C | Финал C | 16             |
| одиночки     | Франс Гёбель                   | 2                     | 7:17,75               | 6                     | 3                | 7:09,98          | 3                | 2             | 7:09,72       | 2             | 7:12,76 | 4       | 16             |
| двойки       | Шорс ван Иварден Кай Компагнер | 4                     | 6:42,91               | 2                     | 1                | 6:46,43          | 1 Q              | 2             | 6:39,85       | 5 QB          | Финал B | Финал B | 8              |
| двойки       | Шорс ван Иварден Кай Компагнер | 4                     | 6:42,91               | 2                     | 1                | 6:46,43          | 1 Q              | 2             | 6:39,85       | 5 QB          | 6:37,22 | 2       | 8              |

### Парусный спорт
Мужчины
| Класс  | Спортсмены                             | Гонка | Гонка | Гонка | Гонка | Гонка | Гонка | Очки | Место |
| Класс  | Спортсмены                             | 1     | 2     | 3     | 4     | 5     | 6     | Очки | Место |
| ------ | -------------------------------------- | ----- | ----- | ----- | ----- | ----- | ----- | ---- | ----- |
| Солинг | Рой Хейнер Петер Бургграфф Хан Бергсма | 18    | 17    | 10    | 15    | 13    | 10    | 95,0 | 18    |